# Akemi Katsuki
Akemi Barbara Katsuki (ou 香月明美 Xiang Yue Ming Mei, Brasil, 16 de maio de 1987) é uma modelo nipo-brasileira radicada em Taiwan. Akemi cresceu em Tóquio. Aos quinze anos iniciou a carreira como modelo. Atualmente, segue carreira ativa em Taiwan.
Em novembro de 2009 posou nua para a revista Playboy nas Filipinas. Já esteve na sétima posição, no TOP 100 das mulheres mais sexy de Taiwan, na edição especial da revista FHM Taiwan, em 2007.